# Prizzi
Prizzi is een gemeente in de Italiaanse provincie Palermo (regio Sicilië) en telt 5518 inwoners (31-12-2004). De oppervlakte bedraagt 95,0 km², de bevolkingsdichtheid is 58 inwoners per km².
De volgende frazioni maken deel uit van de gemeente: Filaga.

## Demografie
Prizzi telt ongeveer 2398 huishoudens. Het aantal inwoners daalde in de periode 1991-2001 met 8,7% volgens cijfers uit de tienjaarlijkse volkstellingen van ISTAT.
| Jaar | Inwoneraantal |
| ---- | ------------- |
| 1991 | 6254          |
| 2001 | 5711          |

## Geografie
Prizzi grenst aan de volgende gemeenten: Campofelice di Fitalia, Castronovo di Sicilia, Corleone, Lercara Friddi, Palazzo Adriano, Vicari.
Prizzi ligt op de eeuwenoude route Magna Via Francigena.

## Geboren
- Salvatore Messina (1882-1950), magistraat
- Giuseppe Rumore (1894-1919), syndicalist, vermoord door de maffia

Alia · Alimena · Aliminusa · Altavilla Milicia · Altofonte · Bagheria · Balestrate · Baucina · Belmonte Mezzagno · Bisacquino · Blufi · Bolognetta · Bompietro · Borgetto · Caccamo · Caltavuturo · Campofelice di Fitalia · Campofelice di Roccella · Campofiorito · Camporeale · Capaci · Carini · Castelbuono · Casteldaccia · Castellana Sicula · Castronovo di Sicilia · Cefalà Diana · Cefalù · Cerda · Chiusa Sclafani · Ciminna · Cinisi · Collesano · Contessa Entellina · Corleone · Ficarazzi · Gangi · Geraci Siculo · Giardinello · Giuliana · Godrano · Gratteri · Isnello · Isola delle Femmine · Lascari · Lercara Friddi · Marineo · Mezzojuso · Misilmeri · Monreale · Montelepre · Montemaggiore Belsito · Palazzo Adriano · Palermo · Partinico · Petralia Soprana · Petralia Sottana · Piana degli Albanesi · Polizzi Generosa · Pollina · Prizzi · Roccamena · Roccapalumba · San Cipirello · San Giuseppe Jato · San Mauro Castelverde · Santa Cristina Gela · Santa Flavia · Sciara · Scillato · Sclafani Bagni · Termini Imerese · Terrasini · Torretta · Trabia · Trappeto · Ustica · Valledolmo · Ventimiglia di Sicilia · Vicari · Villabate · Villafrati
1. ↑  https://demo.istat.it/?l=it.